# Perissocope adiastaltus
Perissocope adiastaltus är en kräftdjursart som beskrevs av Wells 1968. Perissocope adiastaltus ingår i släktet Perissocope och familjen Harpacticidae. Inga underarter finns listade i Catalogue of Life.